# Polyzonus luteonotatus
Polyzonus luteonotatus är en skalbaggsart som först beskrevs av Maurice Pic 1928.  Polyzonus luteonotatus ingår i släktet Polyzonus och familjen långhorningar. Inga underarter finns listade i Catalogue of Life.